# Erotismo al rojo blanco

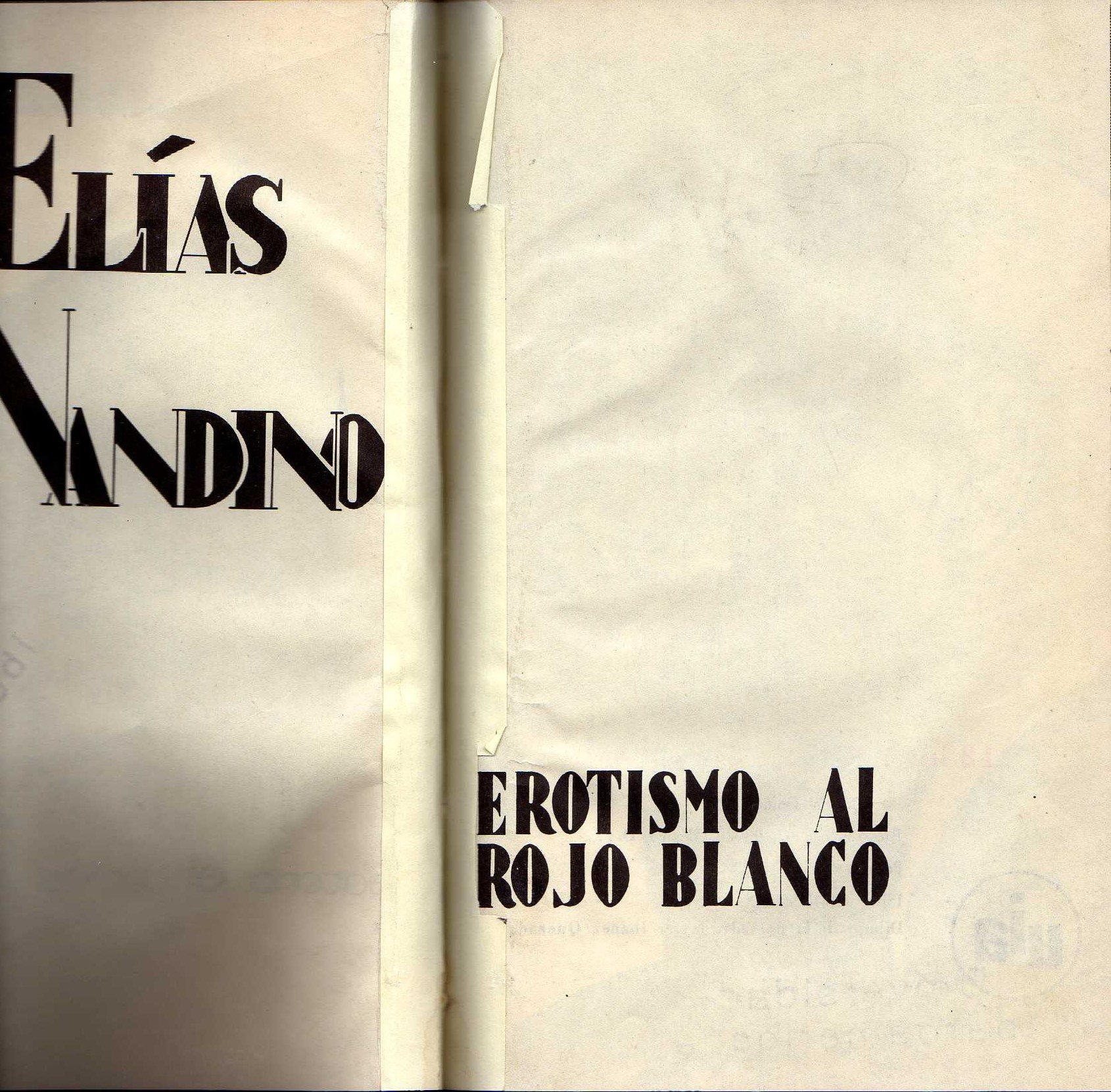
Erotismo al rojo blanco

Es una publicación de Elías Nandino bajo la Editorial Domés en 1983 con un prólogo llamado De los poderes menguantes y las recuperaciones crónicas de Carlos Monsiváis explicando la relación entre estas dos importantes figuras del siglo XX, su poesía irreverente   -debido a su concomitante profesión de médico cirujano- su uso de verbos como fornicando, cogiendo en lugar de "volando sobre el éxtasis". En él, se aborda el tema de las relaciones sexuales vistas desde el erotismo y bajo la pluma de Nandino. También se establecen juegos de palabras oscilantes entre lo vulgar y lo poético. En su prefacio, Monsiváis define el libro:
Elías Nandino se atreve a decir, y en eso radica gran parte de la novedad y el vigor de Erotismo al rojo blanco, en la plena aceptación de la rabia y el hambre sexuales, en el relato de ese amor extenuado y ávido que explica y reivindica su vejez. Nandino exalta y niega a la vez a la mitología que hace del sexo el centro de la vida y convierte a los ancianos en cadáveres insepultos. Sin pudor, él utiliza a la poesía como el espacio de recuperación de sus poderes seminales y como el ámbito de una serenidad que usa a la resignación y a al desesperanza. No se aferra a la vida, se aferra a la poesía, que es, interminablemente, la recuperación y la permanencia.

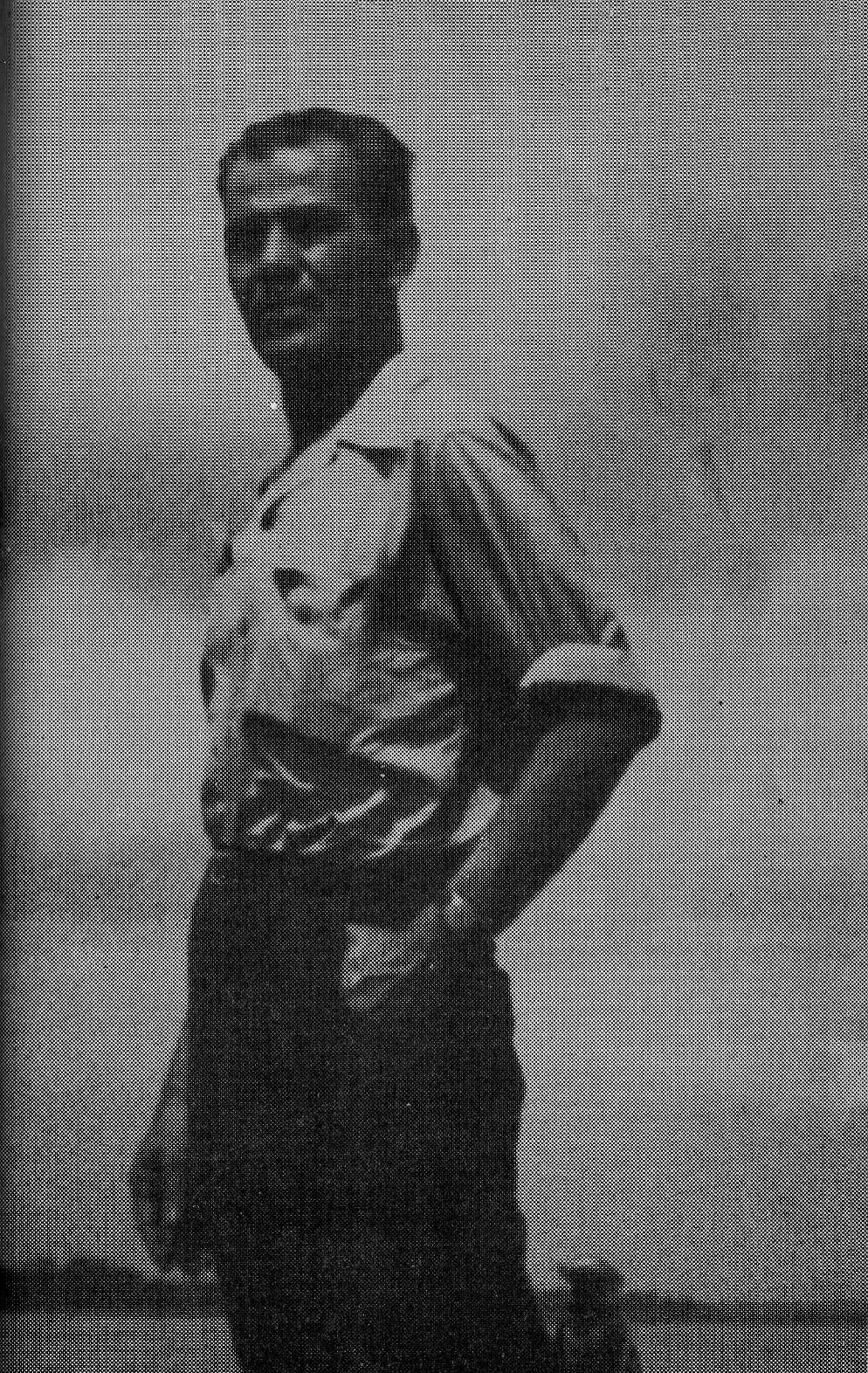
Foto incluida en Erotismo al rojo blanco

La publicación incluye algunas fotos inéditas y el tiraje fue de 3,000 ejemplares. 

## Primera parte (21-50)
- Y vivo y me desvivo
- Lenguaje mudo
- El nudo en llamas
- Para que me defiendas
- Babel en los labios
- Nocturno a tientas
- Pinche orgullo
- Que únicamente...
- Relámpago erótico
- Suicidio lento
- De veras
- Instante eterno
- Sorpresa
- Eso somos
- Eternidad carnal
- Confesión
- Nudo ciego
- Grito abierto
- Punto final

## Segunda parte
- De doble filo
- Orden en el desorden
- Las aves todas
- Erotismo de mente
- Libre albedrío
- Respuesta sin pregunta
- Aclaración
- Plenilunio
- Provocación
- Instante simultáneo
- Fulgor semejante
- Represión sexual
- Las fallas resuelvo
- Porque yo mismo
- Verdad bronca

- Datos: Q28502612